# Jacques Pigna
Jacques Pigna – gaboński piłkarz grający na pozycji pomocnika. W swojej karierze rozegrał 1 mecz w reprezentacji Gabonu.

## Kariera klubowa
W swojej karierze piłkarskiej Pigna grał w klubie AS Mangasport.

## Kariera reprezentacyjna
W reprezentacji Gabonu Pigna zadebiutował 11 listopada 1999 w wygranym 1:0 towarzyskim meczu z Wyspami Świętego Tomasza i Książęcej, rozegranym w Libreville. Był to jego jedyny mecz w kadrze narodowej. Wcześniej, w 1994 roku, został powołany do kadry na Puchar Narodów Afryki 1994. Na tym turnieju nie wystąpił ani razu.